# Exilisciurus exilis
Espèce
Statut de conservation UICN

 DD  : Données insuffisantes
Exilisciurus exilis est une espèce de rongeurs. C'est un écureuil de la famille des sciuridés.

## Répartition
Exilisciurus exilis est présent à Bornéo et sur l'île Banggi,,.

## Habitat
Exilisciurus exilis se rencontre dans les forêts de diptérocarpacées. Il survit dans les vieilles forêts exploitées.

## Description

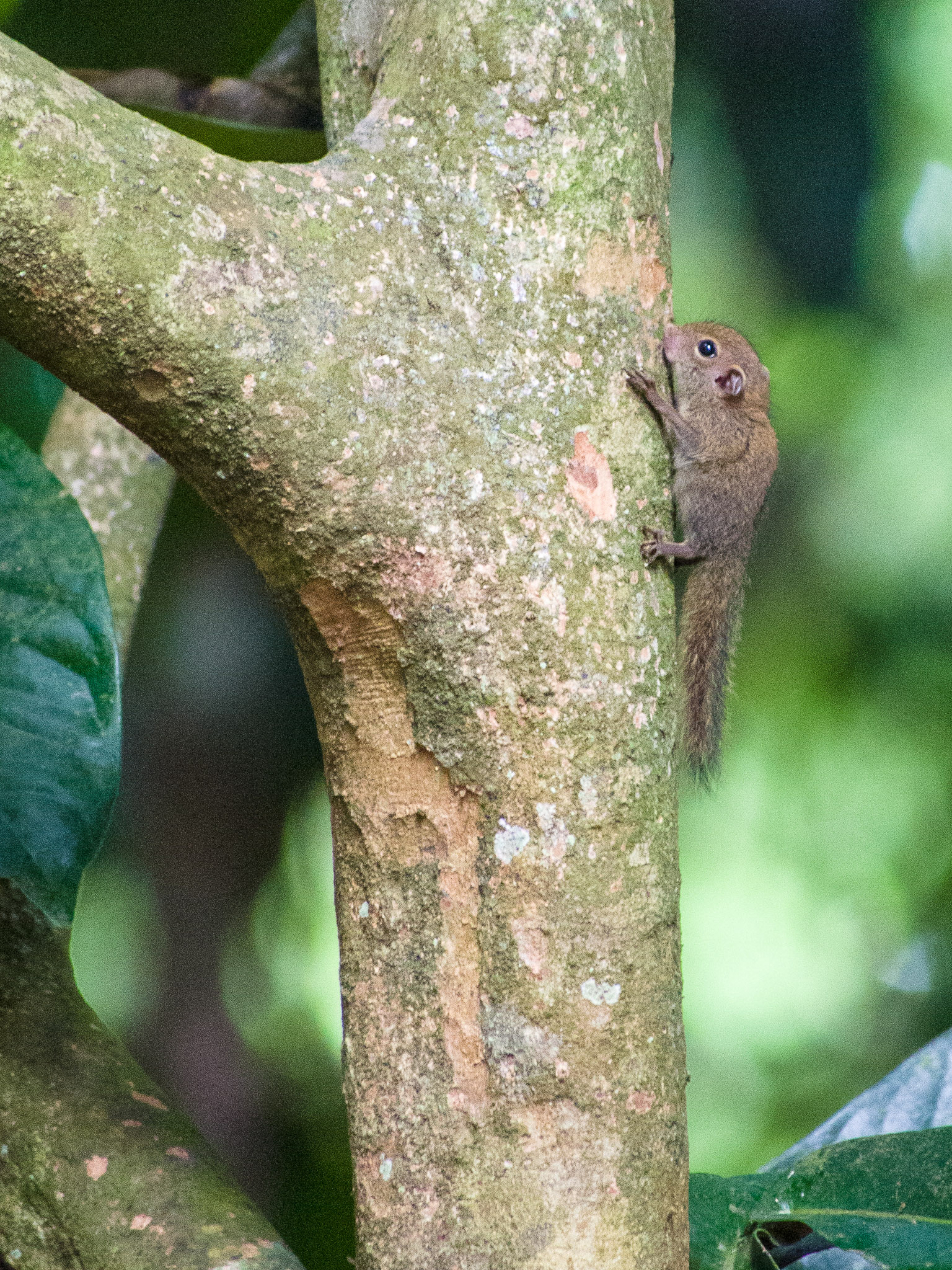
Exilisciurus exilis

Exilisciurus exilis est un très petit écureuil qui pèse de 15 à 20 g avec un corps d'environ 7 cm et une queue de 4 à 5 cm. Il est le plus petit écureuil du monde par son poids et le second plus petit par sa taille sans la queue.
Le pelage est dense et doux. Le pelage dorsal est brun olive avec des reflets rouille et le pelage ventral est chamois rosé. La plupart des poils de garde sont de couleur agouti, droits, de 4 à 5 mm de long, avec la pointe et la base noire et une bande rougeâtre-orange d'environ un huitième de la longueur du poil près de la pointe. Les plus longs poils de garde mesurent de 8 à 10 mm, tous noirs et éparpillés uniformément sur les parties dorsales et latérales du corps. Le sous-poil dorsal est gris ardoise, ondulé, d'environ 5 mm de long, plus mince que le poil de garde. Les poils de garde sur la surface ventrale sont plus minces que sur le dos et de couleur orange jaunâtre pâle. Le sous-poil ventral est semblable à celui du dos, mais les poils de garde sont plus clairsemés d'un ton grisâtre plus évident sur le ventre. 

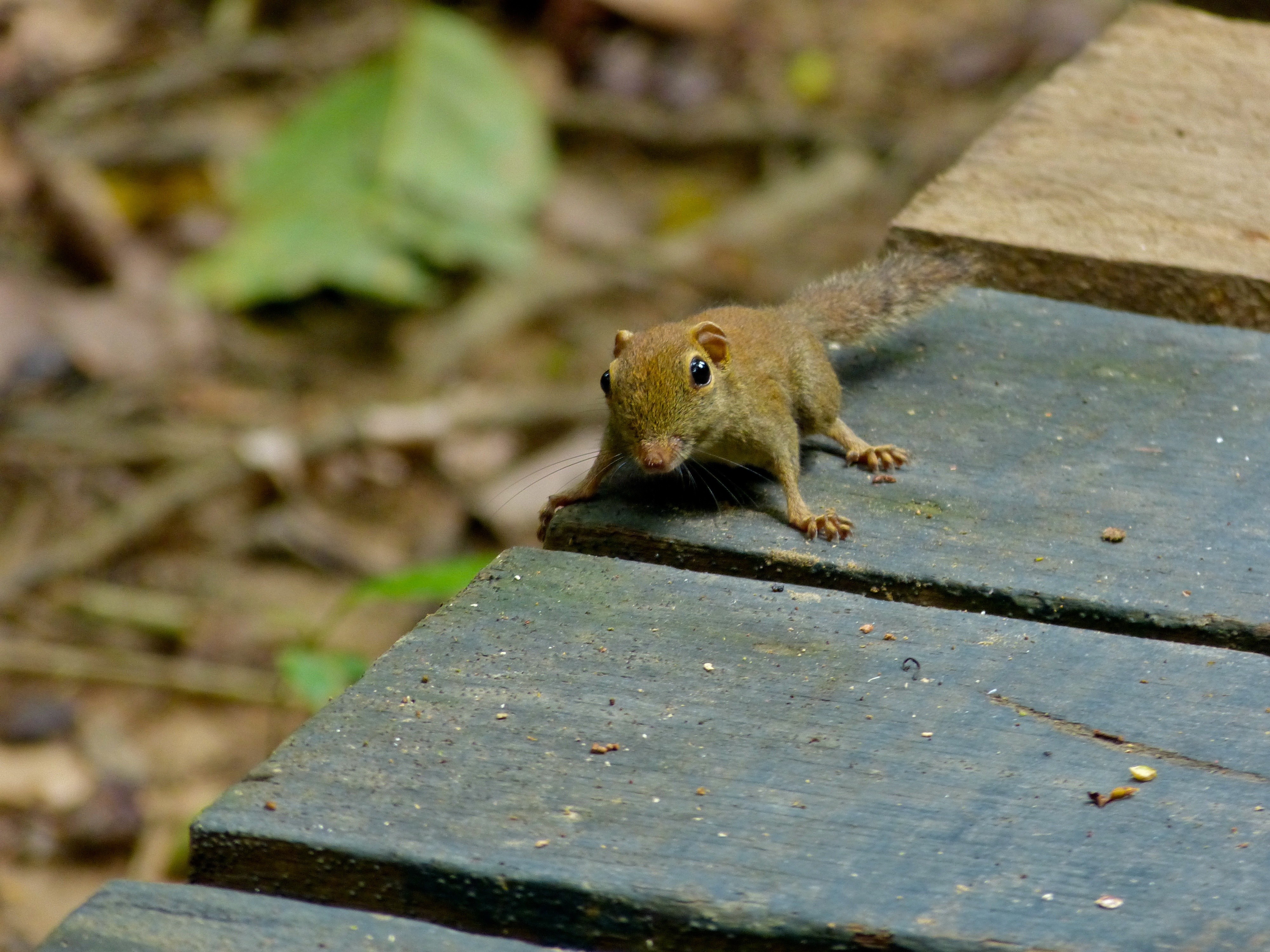
Exilisciurus exilis

La queue est épaisse mais moins touffue que chez les autres espèces d'Exilisciurus et la surface ventrale est plus rouge que la surface dorsale. L'extrémité de la queue présente jusqu'à neuf bandes alternées de poils noirs et orange et est toujours noire au bout.
Les yeux sont entourés d'une bande étroite de peau pigmentée de sombreentourée par une bande de poils roux très courts et pâles.
Les pavillons des oreilles sont couverts de poils courts et fins de couleur rouille a l'exception de la conque et de la racine de l'hélix qui sont nues.

## Écologie

### Comportement
Exilisciurus exilis est un écureuil diurne qui se rencontre principalement à basse altitude mais qui a été observé jusqu'à 1 700 m d'altitude. 
Il se nourrit, le long des troncs et des branches d'arbres, d'insectes comme de petites fourmis et d'écorce.
Il est souvent observé à mi-hauteur des troncs d'arbres, parfois à 12 m ou plus au dessus du sol. Il est capable d'effectuer de grands bonds entre les branches.
Son cri ressemble à un grincement.

### Cycle de vie
Le nid est petit, en forme de boule, placé en général à 1 m au-dessus du sol, parmi les racines d'un arbre tombé. Les femelles ont un œstrus post-partum et peuvent être gestantes et allaitantes en même temps.

## Galerie

E. exilis (Vallée de Danum)
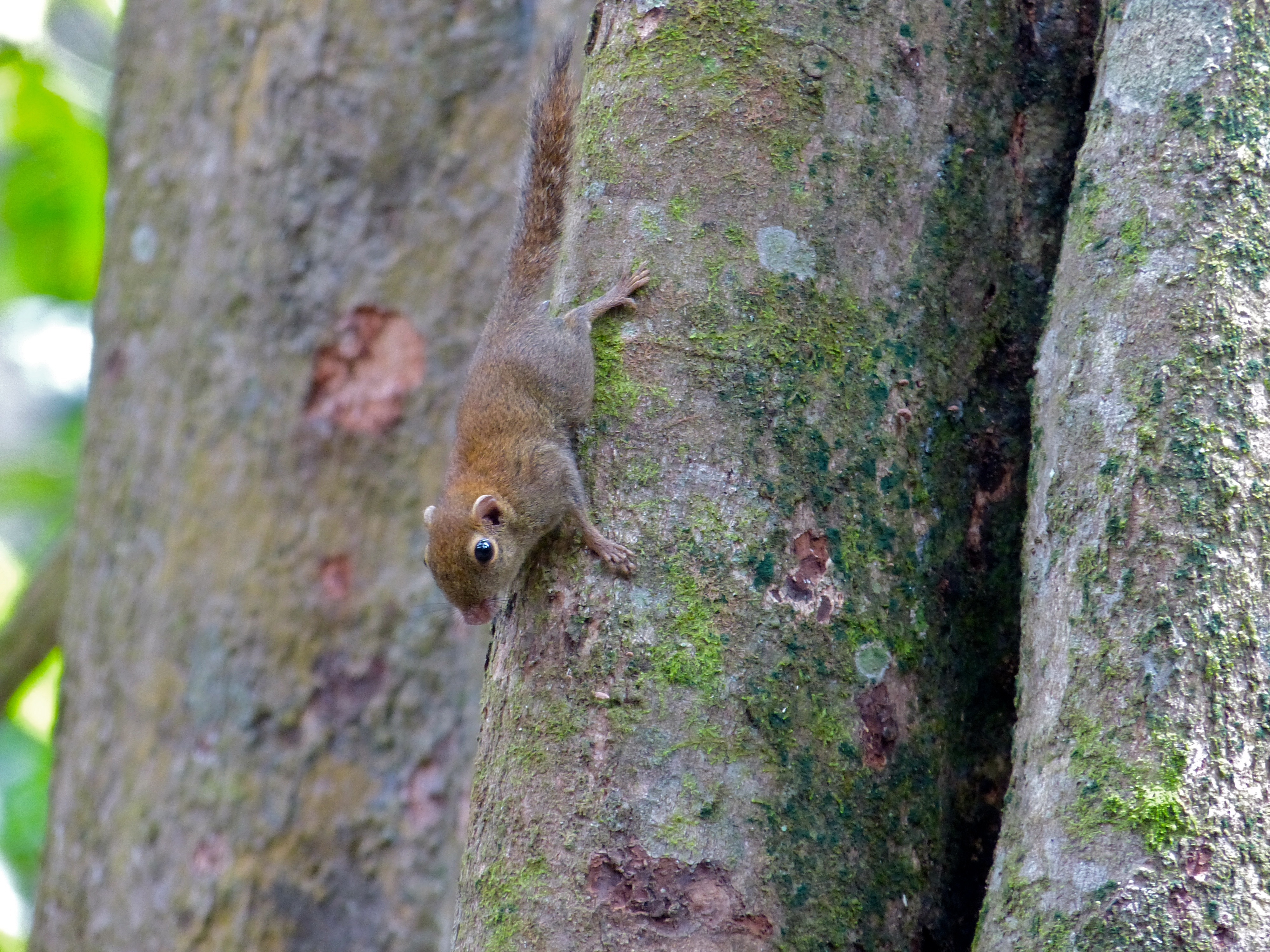
E. exilis (Kinabatangan)
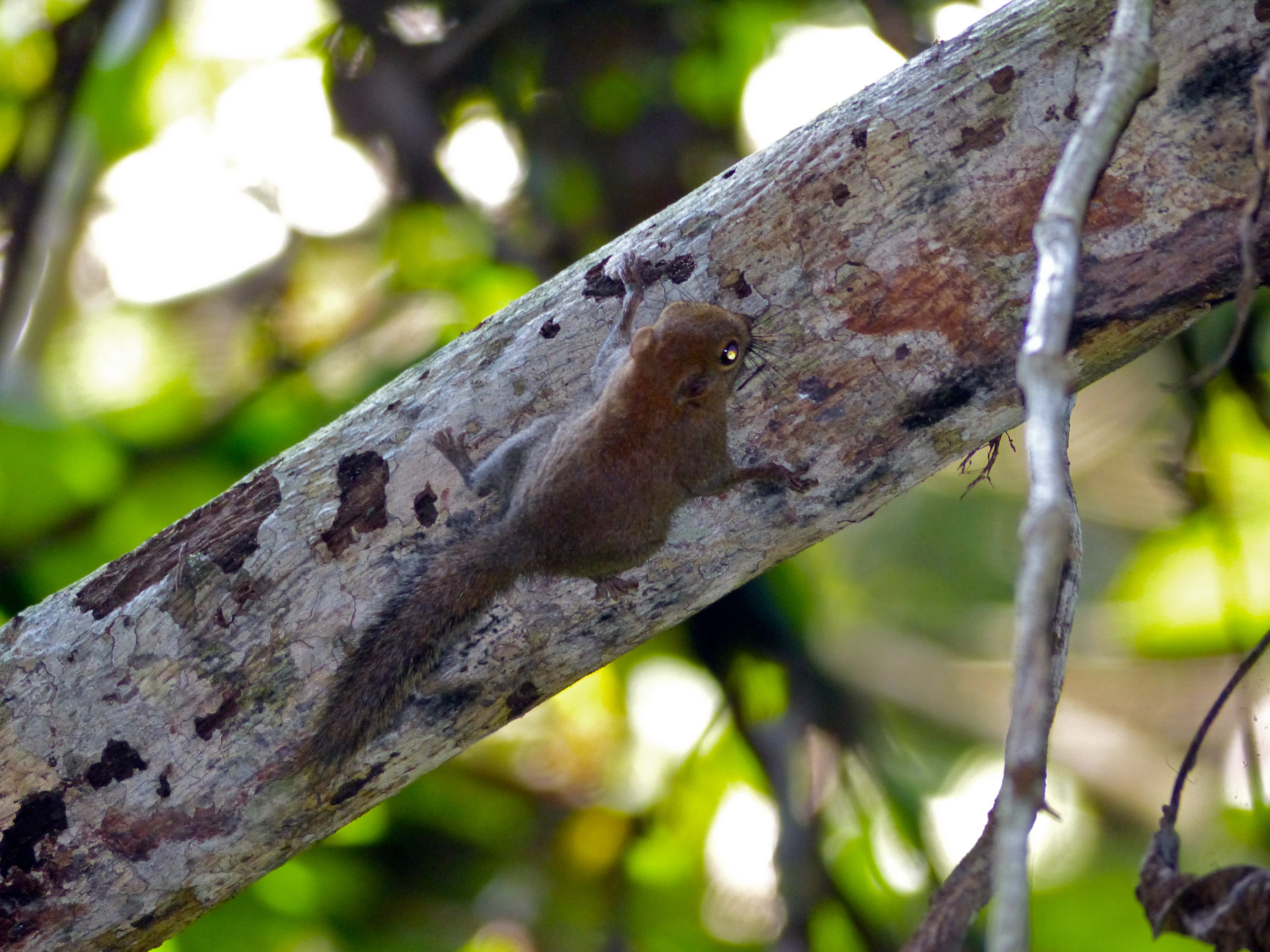
E. exilis (Parc national de Niah)
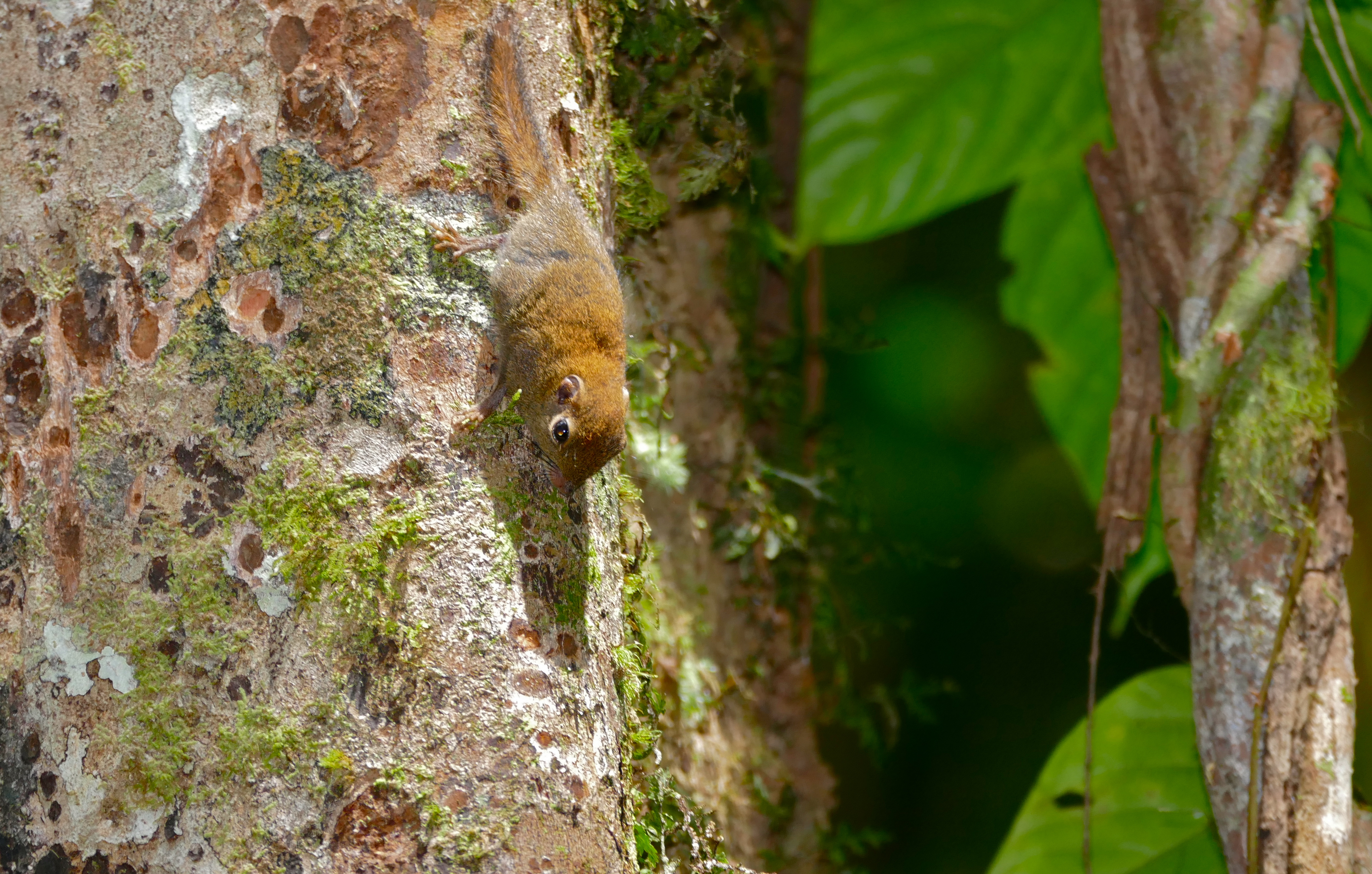
E. exilis (Parc national du Gunung Mulu)
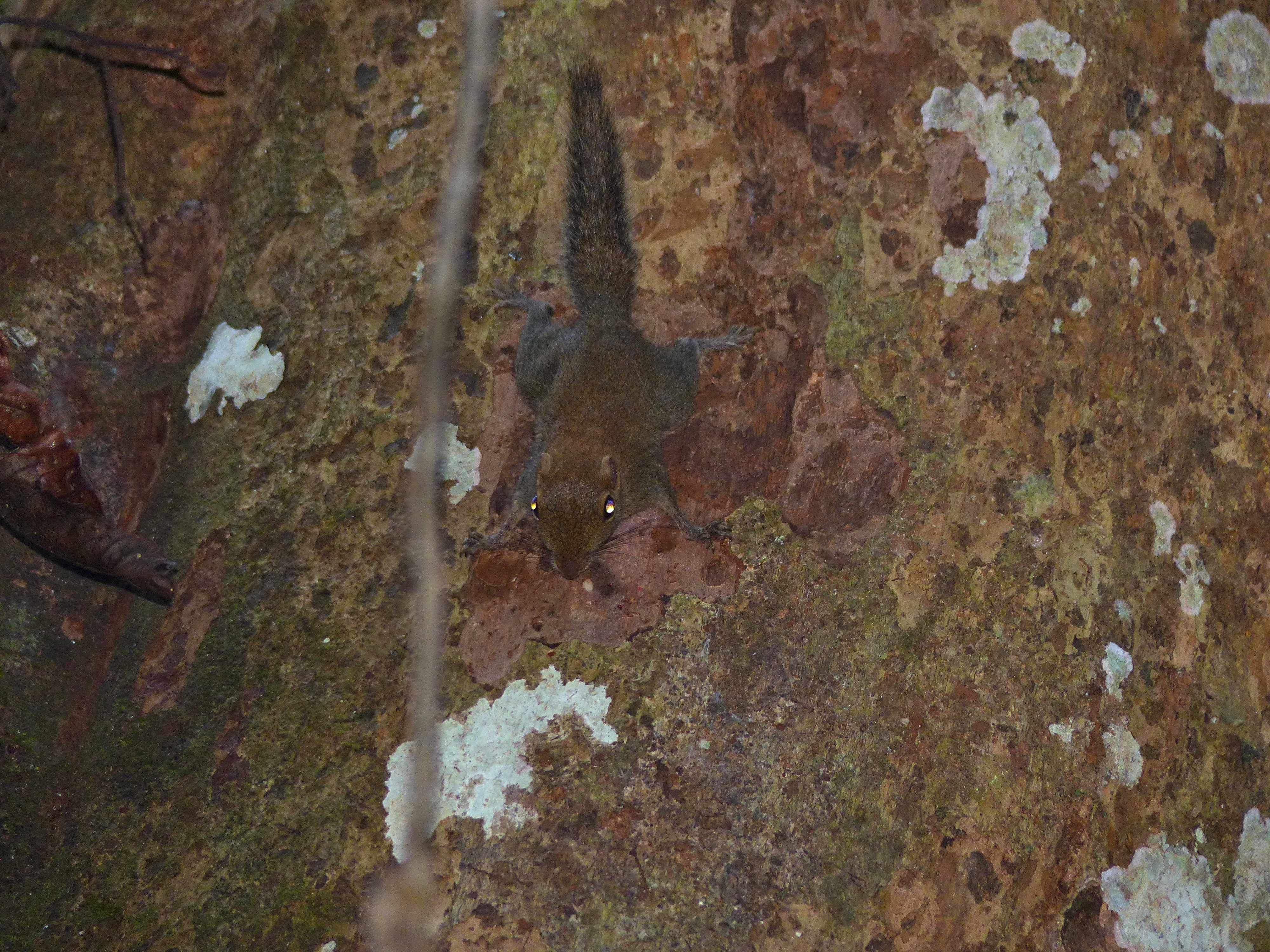
E. exilis (Parc national de Niah)

## Publication originale
- Müller, S. 1838. Over eenige nieuve Zoogdieren von Borneo. Tijdschrift voor Natuurlijke Geschiedenis en Physiologie, 5: 134-150 [148]. (Sciurus exilis p. 148)

## Sous-espèces
Deux sous-espèces sont provisoirement reconnues:
- Exilisciurus exilis exilis - Bornéo
- Exilisciurus exilis retectus - Île de Banggi

## Espèces similaires
Exilisciurus exilis est assez similaire à Exilisciurus concinnus dont il diffère par sa plus petite taille, par un tubercule massétérique plus fortement développé, un rostre relativement plus profond, l’absence de cellule suprabullaire, et par une lame baculaire dentelée le long d'une partie seulement de sa longueur. Il diffère d'Exilisciurus whiteheadi par sa plus petite taille, un rostre relativement plus court, une cellule suprabullaire fermée et l'absence de pinceaux de poils sur les oreilles.